# カプラローラのヴィッラの眺め
『カプラローラのヴィッラの眺め』（カプラローラのヴィッラのながめ、英語: Villa at Caprarola）は、フランス王国の画家クロード・ジョセフ・ヴェルネが1746年に描いた絵画。

## 解説
スペイン国王フェリペ5世の王妃エリザベッタ・ファルネーゼのために制作された。イタリア半島に位置する王妃の宮殿パラッツォ・ファルネーゼと領地を遠景として、王妃とその一行を前面に描いている。緻密な観察にもとづいて地誌的景観が表現され、その景観には特別な意味を持つ人物も多数描かれている。
広々とした大気の把握、破綻なく統一された光の扱い、正確でしかも絵画的な筆致。こうした見事な描写によって、18世紀のトポグラフィーの傑作のひとつに数えられる。
サイズは縦132.4 cm×横306cm。現在はアメリカ合衆国のフィラデルフィア美術館に収蔵されている。